# تلمبة سر حدي ها (محمد أباد كرمان)
تلمبة سر حدي ها (بالإنجليزية: Tolombeh-ye Sarhediha)‏ هي منطقة سكنية تقع في إيران في Mohammadabad Rural District. يقدر عدد سكانها بـ 28 نسمة .